# Хетел
Хетел — невелике село в цивільній парафії Брейкон-Еш, в окрузі Південний Норфолк, в Норфолку, Англія, приблизно в п'яти милях (8,0 км) на південний схід від ринкового містечка Ваймондхем і приблизно в десяти милях (16 км) на південь від місто Норвіч. У 1931 р. парафія мала 118 осіб. 1 квітня 1935 року парафію було скасовано та об’єднано з Бракон-Ешем.
Свою назву село дало на честь колишньої бомбардувальної станції RAF Hethel, де з 1960-х років розташовувався головний офіс і завод Lotus Cars. Тестовий трек Lotus Cars використовує ділянки старої злітно-посадкової смуги RAF Hethel.
Гетель відомий тим, що містить найстаріше відоме нині живе дерево глоду у Східній Англії та, можливо, у Сполученому Королівстві (вважається, що йому понад 700 років). Висаджений у 13 столітті «Hethel Old Thorn» (зразок глоду звичайного, Crataegus monogyna) знаходиться на сільському церковному подвір’ї, яке класифікується як найменший заповідник, яким опікується партнерство British Wildlife Trusts.
Назва «Hethel» походить від старішої назви «Het Hill».

## Галерея

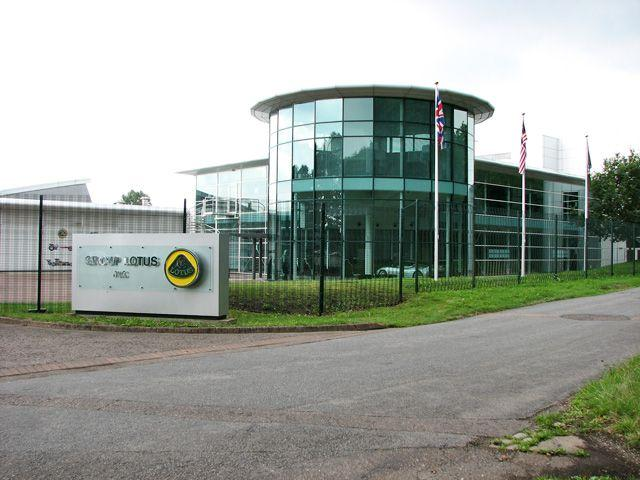
Штаб-квартира «Lotus Cars»
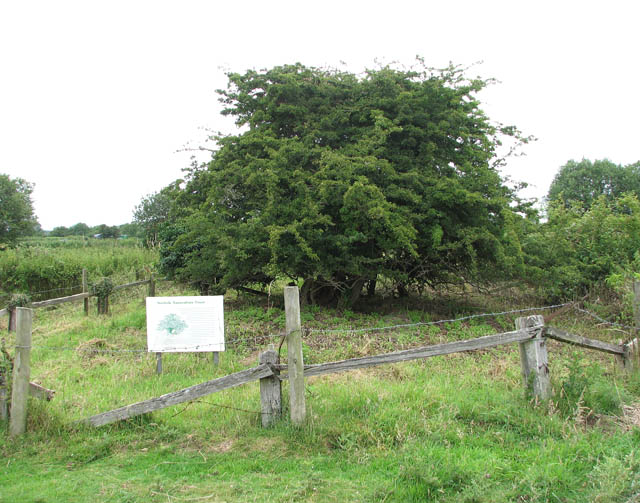
Старий гетелський глід – пам’ятка природи
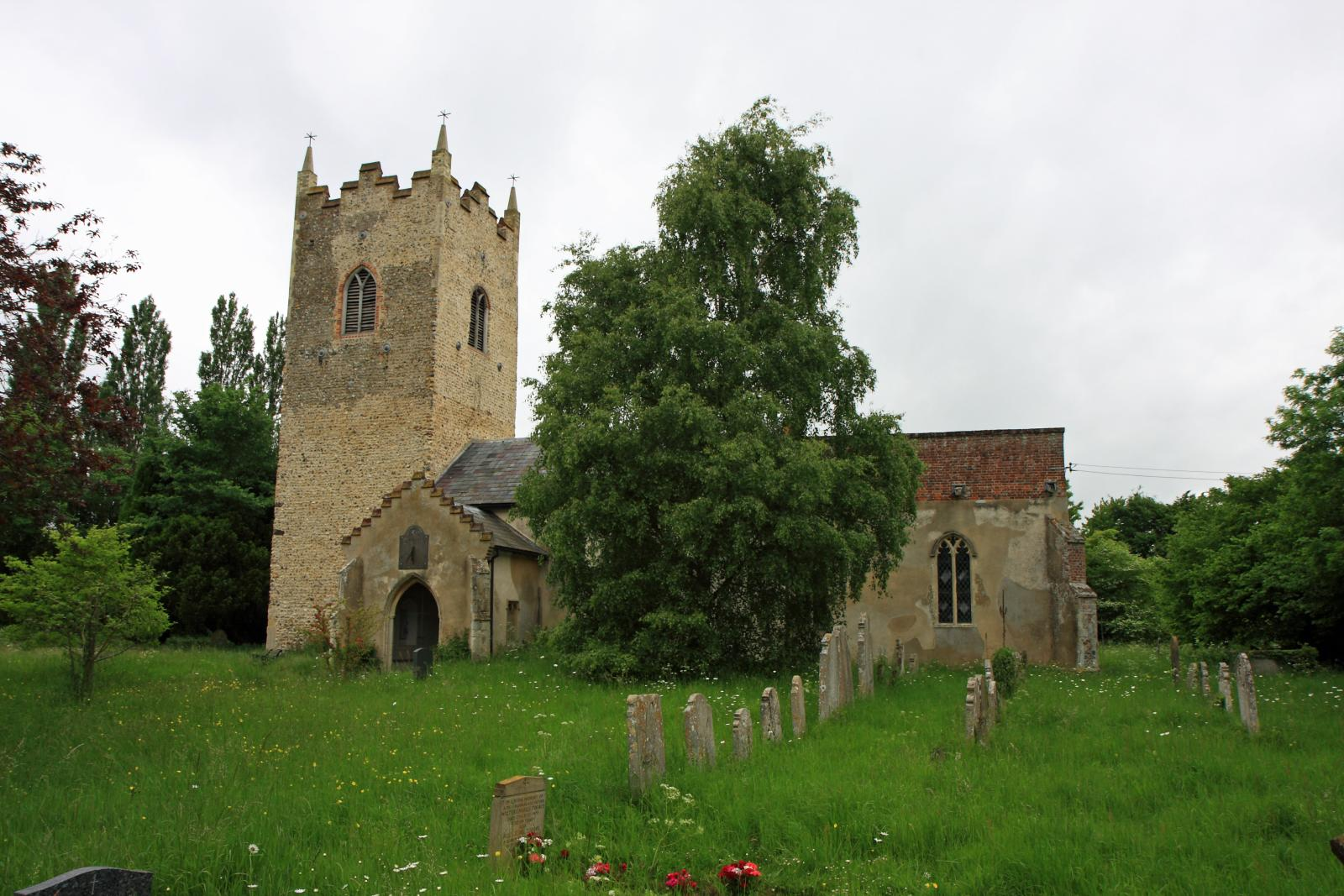
Церква Всіх Святих
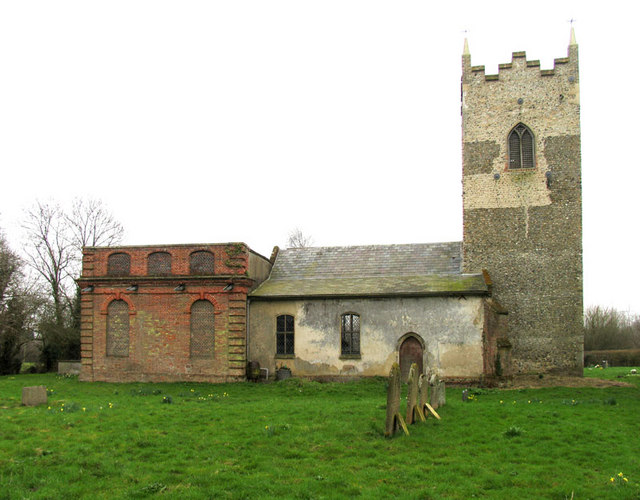
Церква Всіх Святих